# Baeolidia salaamica
Baeolidia salaamica is een slakkensoort uit de familie van de Aeolidiidae. De wetenschappelijke naam van de soort is voor het eerst geldig gepubliceerd in 1982 door Rudman.